# Summer Days (And Summer Nights!!)
A Summer Days (And Summer Nights!!) a The Beach Boys tizedik nagylemeze, és a második az 1965-ben kiadott három közül.
A Today! kiadása után a zenekar vezetőjét, Brian Wilsont a Capitol Records és a zenekar énekese, Mike Love is kérdőre vonta jövőbeni zenei elképzeléseiről, és mindketten arra bátorították, hogy a Today! önelemző balladái helyett következő lemezükön térjen vissza az együttes korábbi stílusához. 1965-re a Beach Boysról a napfényről, tengerpartról és lányokról éneklő vidám fiúk zenekarának kliséje alakult ki a köztudatban. Brian tudatában volt a popzenében történő változásoknak, és igyekezett lerázni együtteséről ezt a stigmát, így az új album néhány dalában tovább finomította szofisztikált produkciós megoldásait: vonósokra, fúvósokra, vibrafonra és zongorára hangszerelt instrumentális dalt írt ("Summer Means New Love"), szimfonikus bevezetőt komponált a "California Girls"-höz, újfajta, a The Beatles-ére emlékeztető akusztikus hangzással kísérletezett a "Girl Don't Tell Me"-ben, a "You’re So Good to Me" című számban pedig először énekelt normális hangfekvésben védjegyszerű falzett énekhangja helyett.
Ezek a dalok jelentik a Summer Days progresszív pillanatait, a többi szám azonban egyértelmű visszalépésnek tekinthető a Today!-hez viszonyítva; az egyetlen kivétel talán a Burt Bacharach dalszerzői stílusára emlékeztető "Let Him Run Wild".
A "Girl From New York City" az Ad-Libs zenekar "The Boy From New York City" című 1964-es slágerére adott válasz, a "Then I Kissed Her" pedig a Crystals 1963-as dalának feldolgozása. A Today!-en szereplő "Help Me, Ronda" új hangszereléssel újrarögzített, és "Help Me, Rhonda"-ra átkeresztelt változata a zenekar második amerikai listavezető kislemeze lett.
A Summer Days (And Summer Nights!!)-on hallható először Bruce Johnston énekhangja. Brian színpadi helyettesítőjeként Johnston nem volt az együttes hivatalos tagja, Wilson viszont éppen eléggé elismerte Johnston tehetségét ahhoz, hogy a lemezfelvételekbe is bevonja őt. Bruce gyakran részt vett a zenekar fotózásain, ám a lemezborítókon nem szerepelhetett, mivel ekkor még a Columbia Records-szal állt szerződésben. Az első Beach Boys-LP, melynek borítóján Johnston is látható, az 1967-es Wild Honey. A Summer Days borítóján Alan Jardine sem szerepel, ugyanis a fotózások idején éppen beteg volt.
A Summer Days (And Summer Nights!!) a zenekar kilencedik aranylemeze lett, és a második helyig jutott az amerikai nagylemezlistán (csak a The Rolling Stones Out Of Our Heads albuma előzte meg). 1966-ban a brit listán az LP a 4. helyig jutott.

## Az album dalai
Minden dal Brian Wilson/Mike Love szerzemény kivéve ahol jelölve van.
1. "The Girl From New York City" – 1:54
  - Szólóvokál: Mike Love
2. "Amusement Parks U.S.A." – 2:29
  - Szólóvokál: Mike Love és Brian Wilson
3. "Then I Kissed Her" (Phil Spector/E. Greenwich/J. Barry) – 2:15
  - Szólóvokál: Alan Jardine
4. "Salt Lake City" – 2:00
  - Szólóvokál: Mike Love és Brian Wilson
5. "Girl Don't Tell Me" – 2:19
  - Szólóvokál: Carl Wilson
6. "Help Me, Rhonda" – 2:46
  - Szólóvokál: Alan Jardine
7. "California Girls" – 2:38
  - Szólóvokál: Mike Love
8. "Let Him Run Wild" – 2:20
  - Szólóvokál: Brian Wilson
9. "You’re So Good to Me" – 2:14
  - Szólóvokál: Brian Wilson
10. "Summer Means New Love" (Brian Wilson) – 1:59
  - Instrumentális
11. "I'm Bugged At My Ol' Man" (Brian Wilson) – 2:17
  - Szólóvokál: Brian Wilson
12. "And Your Dream Comes True" – 1:04
  - Szólóvokál: Brian Wilson, Carl Wilson, Dennis Wilson, Alan Jardine, Mike Love és Bruce Johnston

### Kislemezek
- "Help Me, Rhonda"/"Kiss Me Baby" (Capitol 5395), 1965. április 5. US #1; UK #27
- "California Girls"/"Let Him Run Wild" (Capitol 5464), 1965. július 12. US #3; UK #26
  - A Summer Days (And Summer Nights!!) jelenleg egy CD-n kapható a Beach Boys Today!-jel, 1964-65-ben felvett, korábban kiadatlan bónuszdalokkal kiegészítve.
  - A Summer Days (And Summer Nights!!) (Capitol (D) T 2354) a 2. helyig jutott az Egyesült Államokban, 33 hetet töltött a listán. Az Egyesült Királyságban a 4. helyre került 1966 nyarán.

## Külső hivatkozások
- A Summer Days (And Summer Nights!!) dalszövegei Archiválva 2008. március 31-i dátummal a Wayback Machine-ben